# Bernhard Tegge
Bernhard Tegge (* 1561 in Hamburg; † 27. Oktober 1606 ebenda) war ein deutscher Jurist und Hamburger Ratssekretär.

## Leben
Nach seiner Schulbildung studierte Tegge ab 1580 Jurisprudenz an der Universität Erfurt und wechselte 1584 an die Universität Rostock. Ab April 1593 studierte Tegge zudem an der Universität Siena. Er schloss sein Studium als Lizenziat beider Rechte ab.
Ab März 1597 bereiste Tegge mit Herzog Johann Adolf II. von Holstein-Norburg das west- und südliche Deutschland, Norditalien, Rom, Sizilien und Malta und kehrte schließlich nach Hamburg zurück.
In Hamburg wurde er am 6. März 1601 zum Ratssekretär gewählt. Als solcher unternahm er mehrere Gesandtschaften für den Hamburger Senat.

## Familie
Tegge war der ältere Bruder des Oberalten im Kirchspiel Sankt Petri, Andreas Tegge (1568–1650).
Im Jahr 1601 heiratete er Cäcilie Schrötteringk (1584–1654), Tochter des Oberalten Jürgen Schrötteringk (1551–1631). Nach seinem Tod heiratete seine Witwe in zweiter Ehe 1609 den schleswig-holstein-gottorfschen Rat Johann Moller (vom Hirsch) (1567–1613) und in dritter Ehe 1617 den Wechselmakler und Capitain der Hamburger Bürgerwache Johann Sillem († 1627).